# Bunopus spatalurus
Bunopus spatalurus е вид влечуго от семейство Геконови (Gekkonidae). Видът не е застрашен от изчезване.

## Разпространение и местообитание
Разпространен е в Йемен и Оман.
Обитава скалисти райони и поляни.

## Описание
Популацията на вида е стабилна.